# Beamer (LaTeX)
Beamer to nazwa LaTeX-owej klasy, pomyślanej jako pomoc w tworzeniu prezentacji multimedialnych. W świecie LaTeX-a i TeX-a Beamer spełnia tę funkcję co Impress w LibreOffice. Klasa Beamer współpracuje z programami pdflatex, dvips i LyX. Nazwa programu pochodzi od niemieckiego słowa "Beamer", pseudoanglicyzmu, oznaczającego projektor wideo.
Klasa Beamer wprowadza własne środowisko „frames” do tworzenia slajdów. Slajdy mogą być pokazywane na ekranie etapami, odkrywając fragmenty tekstu, które były dotąd schowane lub zakryte. Ta cecha jest realizowana poprzez tworzenie w pliku wyjściowym kolejnych stron, które zachowują układ strony pierwotnej, lecz dodają nowe elementy. W ten sposób przechodzenie do nowej strony w pliku PDF stwarza wrażenie dodawania czegoś do wyświetlanej właśnie strony. Oprócz klasy Beamer istnieją inne klasy stworzone dla LaTeX-a i służące temu samemu celowi.
Klasa Beamer umożliwia też tworzenie „handouts“ tj. materiałów drukowanych do rozdawania słuchaczom lub publikacji w sieci. W takim przypadku w materiałach znajdzie się końcowa wersja każdego ze slajdów, bez jego cech dynamicznych.
Istnieje też opcja „article“ do wydrukowania na standardowych arkuszach A4, czarno na białym. W takim przypadku tytuły slajdów pojawiają się jako nagłówki. Opcja ta zachowuje rozdziały i może służyć jako notatki do wykładów lub do przechowywania w jednym pliku obu wersji: artykułu i jego prezentacji.